# Evangelho social
O Evangelho Social foi um movimento social dentro do protestantismo  liberal que tentou alcançar a justiça social a partir da ética cristã. Foi mais proeminente nos Estados Unidos e no Canadá do início do século XX. Teologicamente, os evangelistas sociais buscaram colocar em prática a seguinte frase do Pai Nosso: "venha a nós o vosso Reino, seja feita a vossa vontade assim na terra como no Céu. " (Mateus 6:10). Eles normalmente eram pós-milenaristas; isto é, eles acreditavam que a Segunda Vinda de Cristo não poderia acontecer até que a humanidade se livrasse dos males sociais pelo esforço humano. O Evangelho Social era mais popular entre o clero do que entre os leigos. Seus líderes eram predominantemente associados à ala liberal do movimento progressista, e a maioria era teologicamente liberal, embora alguns também fossem conservadores quando se tratava de suas opiniões sobre questões comportamentais. Líderes importantes incluíam Richard T. Ely , Josiah Strong , Washington Gladden e Walter Rauschenbusch.

## Características
O movimento está comprometido com o combate a problemas sociais como pobreza, desigualdade econômica e tensões raciais.

## História
A origem do Evangelho social está no progressivismo evangelical de John Wesley, para o qual a "santidade é santidade social". O pensamento de Wesley afetou o movimento abolicionista liderado por William Wilberforce, o uso de políticas públicas para alivar as injustiças sociais conforme defendida por Charles Spurgeon, influenciando até a mesmo a Doutrina Social da Igreja via Cardeal Newman.
No entanto, a partir da década de 1890 começou um distanciamento dos movimentos evangelicais das causas políticas em prol das classes pobres, sendo substituídas por um assistencialismo. Enquanto isso, as vertentes protestantes principais e liberais continuaram a advocar a justiça social como parte integrante do Evangelho. O termo Evangelho Social foi usado pela primeira vez por Charles Oliver Brown em referência ao tratade de 1879 de Henry George, Progresso e Pobreza, que defendia um Imposto Único sobre as propriedades imobiliárias.
O Evangelho Social afetou grande parte da América protestante. Os presbiterianos descreveram seus objetivos em 1910, proclamando:
| “ | Os grandes objetivos da igreja são a proclamação do evangelho para a salvação da humanidade; o abrigo, nutrição e comunhão espiritual dos filhos de Deus; a manutenção da adoração divina; a preservação da verdade; a promoção da justiça social; e a exibição do Reino dos Céus para o mundo. | ” |

No final do Século XIX, muitos protestantes estavam indignados com o nível de pobreza e a baixa qualidade de vida nas favelas. O movimento do evangelho social forneceu uma justificativa religiosa para a ação para lidar com essas preocupações. Os ativistas do movimento do Evangelho Social esperavam que, por meio de medidas de saúde pública, bem como da educação obrigatória, os pobres pudessem desenvolver talentos e habilidades, a qualidade de suas vidas morais começaria a melhorar. Dentre as preocupações importantes do movimento do Evangelho Social estavam as reformas trabalhistas, como a abolição do trabalho infantil e a regulamentação das horas de trabalho das mães. Em 1920, eles estavam lutando contra a jornada de 12 horas para os trabalhadores da United States Steel.

### Washington Gladden
Washington Gladden (1836–1918) foi considerado como "o pioneiro" do Evangelho Social, antes mesmo do termo entrar em uso. Ele defendeu os trabalhadores e seu direito de organizar sindicatos. 
Ele entendia que o cristianismo deveria ser aplicado a todas as relações da vida, incluindo a relação entre empregados e empregadores.
Em 1877, publicou "The Christian Way: Whither It Leads and How to Go On", no qual defendeu uma aplicação universal dos valores cristãos na vida cotidiana, desse modo assumiu posição de destaque no movimento do Evangelho Social. Diversos historiadores consideram Gladden como um dos "pais fundadores" do movimento do Evangelho Social.

### Walter Rauschenbusch
Walter Rauschenbusch (1861–1918), foi pastor da Segunda Igreja Batista Alemã em Hell's Kitchen, bairro do distrito de Manhattan (Nova Iorque).
Em 1892, Rauschenbusch e vários outros escritores e defensores do Evangelho Social formaram um grupo chamado "Brotherhood of the Kingdom" (Fraternidade do Reino). Pastores e líderes se unirão à organização para debater e implementar o evangelho social.
Em 1907, publicou o livro "Christianity and the Social Crisis" (O Cristianismo e a Crise Social), que influenciaria as ações de diversos atores do evangelho social . Nessa obra o autor protestava contra o que considerava ser o egoísmo do capitalismo e defendia uma forma de socialismo cristão que apoiava a criação de sindicatos trabalhistas e a economia cooperativa.

### Uma Teologia para o Evangelho Social
Uma das obras mais importantes desse movimento foi: "Uma Teologia para o Evangelho Social", de Walter Rauschenbusch, publicada em 1917. Nessa obra, Rauschenbusch procura elaborar "uma teologia sistemática grande o suficiente para corresponder (ao evangelho social) e vital o suficiente para apoiá-lo". Ele acreditava que o evangelho social seria um acréscimo permanente à perspectiva espiritual da humanidade e que sua chegada geraria um novo estado no desenvolvimento da religião cristã e, portanto, uma ferramenta sistemática para usá-lo seria necessária.
Essa obra afirma que o evangelho individualista tornou clara a pecaminosidade do indivíduo, mas não lançou luz sobre a pecaminosidade institucionalizada: "Não evocou a fé na vontade e no poder de Deus para redimir as instituições permanentes da sociedade humana de sua culpa herdada de opressão e extorsão." Esta ideologia seria herdada por teólogos da libertação e defensores dos direitos civis e líderes como Martin Luther King Jr.
A construção do "Reino de Deus" é um conceito central da teologia do evangelho social proposta por Rauschenbusch. Ele afirmava que a ideologia e a doutrina do "Reino de Deus", da qual Jesus Cristo falava com frequência, foi gradualmente distorcida pela Igreja. Isso foi feito, nos primórdios, pela igreja primitiva para reduzir a forte perseguição das autoridades governamentais, portanto, em um novo contexto histórico, Rauschenbusch chamava os cristãos a retornarem à doutrina do “Reino de Deus”.
Desse modo, a doutrina do “Reino de Deus” seria uma ideologia profética com uma força revolucionária, social e política que entende toda a criação como sagrada; e poderia ajudar a salvar a ordem social problemática e pecaminosa.

## Fundamentação
A origem do evangelho social é encontrada nos vários conceitos de justiça social para o apoio dos pobres na Bíblia. 
Washington Gladden, pastor congregacionalista  americano ajudou a restaurar a importância da justiça social nas igrejas protestantes com as publicações dos livros Cristianismo Aplicado: Aspectos Morais des questions sociales em 1887 (Applied Christianity: Moral Aspects of Social Questions) e Salvação Social em 1902 (Social Salvation).
Em 1892, teólogo batista  americano Walter Rauschenbusch formou a associação cristã não-denominacional Irmandade do Reino (Brotherhood of the Kingdom).  Pastores e líderes se unirão à organização para debater e implementar o evangelho social.    Em 1907, ele publicou o livro "Cristianismo e a Crise Social" (Christianity and the Social Crisis) que influenciaria as ações de vários atores do movimento social evangélico.   Em 1917, a publicação do livro "Uma Teologia para o Evangelho Social" (A Theology for the Social Gospel) reunirá a causa de muitas igrejas protestantes e evangélicas.  Neste trabalho, ele explica que os cristãos devem ser como o Todo-Poderoso que se tornou homem em Jesus, que estava com todos em pé de igualdade e considerava pessoas como um assunto de amor e serviço.   Para ele, a Igreja teve um papel essencial na luta contra as injustiças sistêmicas entre todos os grupos e para cada pessoa. 

## Influências
O movimento era popular no Protestantismo  liberal. 
Em 1908, a "Methodist Episcopal Church", realizou uma Conferência Geral, em Baltimore, que aprovou um documento baseado em outro documento chamado como: "As Igrejas e os Problemas Sociais", elaborado pelo Conselho Federal de Igrejas Cristãs dos Estados Unidos, na época, influenciado pelas doutrinas do Evangelho Social. Esse credo estabeleceu um compromisso com os direitos dos trabalhadores, a justiça e a superação da pobreza. Nele se percebe que a Igreja toma consciência da urgência de se comprometer com as vítimas da crise econômica americana, resultado da intensa industrialização e, consequente mecanização dos postos de trabalho. A Igreja demonstra que via como urgente uma ação pastoral em favor dos que estavam fora do sistema econômico, marginalizados e fragilizados. Em 1918, a "Methodist Episcopal Church South", que tinha enviado os missionários que implantaram o Metodismo no Brasil, acolheu o texto do Credo Social da "Methodist Episcopal Church", fazendo pequenas alterações e adaptações.
Nos Estados Unidos, na década de 1920, o evangelho social favoreceu a criação de unidades com equipamentos para a prática de esportes e bibliotecas para jovens trabalhadores, administradas pela ONGs protestantes como a Associação Cristã de Moços.   Então, na década de 1930, certos capítulos locais da organização começaram a se envolver na defesa de direitos civis. .
Willem Visser 't Hooft, que entre 1948 e 1966 foi o presidente do Conselho Mundial de Igrejas, foi influenciado pelo movimento, que foi objeto de sua tese de doutorado em 1928.
Alberto Rembao, que entre 1933 e 1962, foi editor geral da Revista "La Nueva Democracia", publicada pelo Comitê de Cooperação na América Latina" (CCAL), uma entidade que coordenava o trabalho missionário de diversas denominações protestantes na América Latina, também foi influenciado pelo movimento.
O evangelho social influenciou o Partido Social Democrata do Canadá, fundado em 1932 em Calgary.   Também teve um impacto durante o New Deal americano de 1933 a 1938. 
As ações cívicas de Martin Luther King Jr, iniciadas na década de 1950, foram influenciadas pelo livro "Cristianismo e a Crise Social" (Christianity and the Social Crisis) publicado em 1907 pelo teólogo  batista americano Walter Rauschenbusch. 

### No Brasil
Pode-se dizer que o pastor metodista Hugh Clarence Tucker, foi o mais importante representante do evangelho social no Brasil, no início do Século XX.
No Brasil, as ideias do movimento do "Evangelho Social" influenciaram na formação do Setor de Estudos e Responsabilidade Social das Igrejas, da Confederação Evangélica Brasileira, que teve relevância por ter sido o organizador das seguintes conferências:
- “A responsabilidade social da Igreja” (1955);
- “A Igrejas e as rápidas transformações sociais no Brasil” (1957);
- “Presença da Igreja na evolução da nacionalidade” (1960) e;
- “Cristo e o processo revolucionário brasileiro” (1962).

Tais conferências incentivaram as comunidades evangélicas para a participação social e política o que ajudou no surgimento de diversas ações concretas em torno das questões agrárias e do sindicalismo urbano, esforços de educação popular na linha da “pedagogia do Oprimido”, contrainformação e registro das atividades políticas de diferentes grupos subalternos, reﬂexão teológica sobre as mais diferentes situações dos grupos empobrecidos.
Dentre as entidades que participaram desse processo, podem-se mencionar:
- a Coordenadoria Ecumênica de Serviço (CESE);
- o Centro Ecumênico de Documentação e Informação (CEDI) (hoje Koinonia Presença Ecumênica e Serviço);
- o Centro Ecumênico de Serviço à Evangelização e à Educação Popular (CESEEP);
- o Instituto de Estudos da Religião (ISER);
- o Centro de Estudos Bíblicos (CEBI); e
- a Universidade Popular do Pará (UNIPOP).

Tais entidades contribuíram na formação da teologia da libertação.
Dentre as obras produzidas por integrantes desses grupos, merece destaque: "Discussão sobre a igreja" (1975), do teólogo presbiteriano Zwinglio Motta Dias, que defende que “o mundo é a antessala do reino de Deus”.
Posteriormente, foi publicada "Lutero e a libertação" (1994), do teólogo luterano Walter Altmann. Apresentada por Leonardo Boff, que reelabora o pensamento de Martinho Lutero dentro do quadro de referências da Teologia Latino-Americana da Libertação. Essa obra destaca:
- a noção luterana do “Deus da vida contra toda a falsidade dos ídolos da morte”;
- a “Escritura como instrumento de vida”; e
- “as dimensões profética e reconciliadora da Igreja como povo pobre de Deus”[42].

### Na América Latina
Dentre aqueles que foram influenciados pelo movimento do Evangelho Social, podem-se citar:
- o mexicano Alberto Rembao, editor, entre 1933 e 1962 da Revista "La Nueva Democracia", publicada pelo "Comitê de Cooperação na América Latina", órgão que coordenava esforços missionários de diversas denominações protestantes;
- o argentino José Míguez-Bonino (1924-2012), autor de dezenas de obras sobre a Teologia da Libertação, que teve atuação destacada no Conselho Mundial de Igrejas, foi observador da Igreja Metodista no Concílio Vaticano II, professor e diretor da Faculdade Evangélica de Teologia (posteriormente denominada Instituto Superior Evangélico de Estudios Teológicos, ISEDET). Um dos centros de sua reﬂexão, seguindo a tradição teológica protestante, é a relação entre o compromisso e a responsabilidade social e a transcendência do Reino de Deus, cuja presença no interior da história humana se dá por intermédio dos compromissos sociopolíticos pela justiça. Nesta relação, o teólogo articulou temas importantes como a eclesiologia, a cristologia e a missiologia. Dentre suas obras, merece destaque: "La fe en busca de efcacia: una interpretación de la reﬂexión teológica latinoamericana de liberación" (1977);
- o uruguaio Emílio Castro (1927-2013), que foi secretário geral do Conselho Mundial de Igrejas;
- o bispo metodista argentino Federico José Pagura (1923-2016);
- o uruguaio Mortimer Arias (1924-2016); e
- o uruguaio Julio de Santa Ana (1934 - ), que, a partir de 1963, foi primeiro editor da revista "Cristianismo y Sociedad", base teórica do movimento “Igreja e Sociedade da América Latina” (ISAL), autor de "A Igreja e o Desafio dos Pobres" (1980) e "O Amor e as Paixões" (1989), dentre outras obras;
- a mexicana Elsa Tamez, que atuou no Seminário Bíblico Latino-Americano e no Departamento Ecumênico de Investigação, da Costa Rica[42].